# 洗建
洗 建（あらい けん、1935年6月23日 -）は、京城出身の日本の宗教学者。駒澤大学名誉教授。専門は宗教と法制度。元文化庁宗務課専門員。
宗教学の立場からの法制度研究を開始し、同分野の第一人者として、国会や各裁判所より参考人として意見を求められている。

## 経歴

### 学歴
1935年、京城生まれ。1954年に東京都立日比谷高等学校卒業後、早稲田大学教育学部国語国文学科に入学。1959年に同卒業後、同大学院文学研究科国文学専攻修士課程に進む。1962年に修了後、東京大学文学部宗教学宗教史学科に学士編入。1964年に同大学院修士課程に進み、脇本平也、柳川啓一に師事、1970年に博士課程を満期退学。

### 職歴
1970年に東京大学助手となり、1974年から文化庁宗務課専門職員に転じ。1977年に専門員に昇格。1978年に山折哲雄の後任として駒澤大学文学部助教授に着任。1982年同教授。そのほか、東京大学、東洋女子短期大学、日本女子大学、早稲田大学、専修大学で非常勤講師として宗教学を講義。2006年に定年退職、名誉教授に。また、科研費審査委員や学位授与機構専門委員を務めた。

### 学会役員
- 日本宗教学会 - 常務理事（2001年-2004年）・理事（1992年-2004年）・評議員（1983年-現在）・編集委員（1979年-1982年）[7]
- 宗教法学会 - 理事（1986年-2009年）[8]
- 「宗教と社会」学会 - 監査（1996年-1997年）
- 駒沢宗教学研究会 - 理事

### 鑑定書・参考人招致等
- 1990年～1993年、大阪高等裁判所 - 箕面忠魂碑訴訟鑑定証言[1]
- 1994年、福岡高等裁判所 - 大分抜き穂の儀違憲訴訟鑑定証言[1]
- 1994年、東京地方裁判所 - 大嘗祭・即位の礼違憲訴訟鑑定証言[1]
- 1995年、参議院「宗教法人等に関する特別委員会」－ 宗教法人法改正案について[9][1]
- 1996年、最高裁判所 - 愛媛県靖国神社玉串料訴訟で鑑定意見書提出[1]

## 著作
- 洗建『明治以降の宗教統制』曹洞宗宗務庁〈曹洞宗ブックレット〉、1985年。 NCID BA74712599。
- 中外日報社『宗教法人法改悪を斬る』中外日報出版局、1995年。ISBN 4925003003。全国書誌番号:96068813。
- 熊野勝之, 箕面忠魂碑違憲訴訟原告団, 箕面忠魂碑違憲訴訟弁護団『298人はなぜ死んだか : 箕面市遺族会補助金違憲訴訟洗建証言集』エピック、2009年。ISBN 9784899851462。全国書誌番号:21689078。

### 共著
- 『宗教と法制度』（相国寺教化活動委員会との共著、2000年）

### 共編
- 『国家と宗教 -宗教から見る近現代日本』（上下、田中滋との共編、法藏館、2008年） ISBN 9784831881700 ISBN 9784831881717